# Huda TV
Huda TV anciennement connue sous le nom de Zee Huda, est une chaîne de dotation saoudienne créée en 2005 après JC et lancée depuis le Caire, la ville de production, et diffuse sur plusieurs satellites. Ses programmes sont supervisés par un certain nombre de cheikhs et d'universitaires membres du comité du centre permanent de recherche scientifique et de fatwa du Royaume d'Arabie saoudite, des étudiants en sciences et un certain nombre de personnalités médiatiques. Diffusion de la prédication islamique en Occident. Il y a ceux qui prononcent les deux Shahadas en appelant la chaîne et en participant aux programmes. Elle est diffusée sur le satellite Nilesat, qui diffuse au Moyen-Orient et dans certaines parties de l'Afrique et de l'Asie.
Et aussi sur le satellite Galaxy 19, qui couvre les États-Unis d'Amérique et le sud du Canada.
La chaîne dispose d'un site Web qui permet au téléspectateur de suivre la série de conférences de n'importe quel prédicateur individuel. Le site Web dispose également d'une académie pour enseigner aux musulmans anglophones les questions de leur religion, leur permettant d'abandonner les hérésies et d'adorer le Tout-Miséricordieux selon le. méthode des sunnites et de la communauté.
Huda TV a lancé (British Huda TV Channel), une chaîne qui diffuse sur la plateforme FREEVIEW avec un système IPTV et atteint 30 millions de foyers en Grande-Bretagne. Elle est diffusée sur Internet. Fréquence sur Nilesat 11564-27500-Amoudi.